# Нунташі
Нунташі (рум. Nuntași) — село у повіті Констанца в Румунії. Входить до складу комуни Істрія.
Село розташоване на відстані 202 км на схід від Бухареста, 40 км на північ від Констанци, 110 км на південний схід від Галаца.

## Населення
За даними перепису населення 2002 року у селі проживали 1196 осіб.
Національний склад населення села:
| Національність | Кількість осіб | Відсоток |
| -------------- | -------------- | -------- |
| румуни         | 1164           | 97,3%    |
| цигани         | 15             | 1,3%     |

Рідною мовою назвали:
| Мова      | Кількість осіб | Відсоток |
| --------- | -------------- | -------- |
| румунська | 1165           | 97,4%    |
| циганська | 15             | 1,3%     |